# Echinocereus primolanatus
Echinocereus primolanatus är en kaktusväxtart som beskrevs av Nigel Paul Taylor. Echinocereus primolanatus ingår i släktet Echinocereus och familjen kaktusväxter. Inga underarter finns listade i Catalogue of Life.

## Bildgalleri

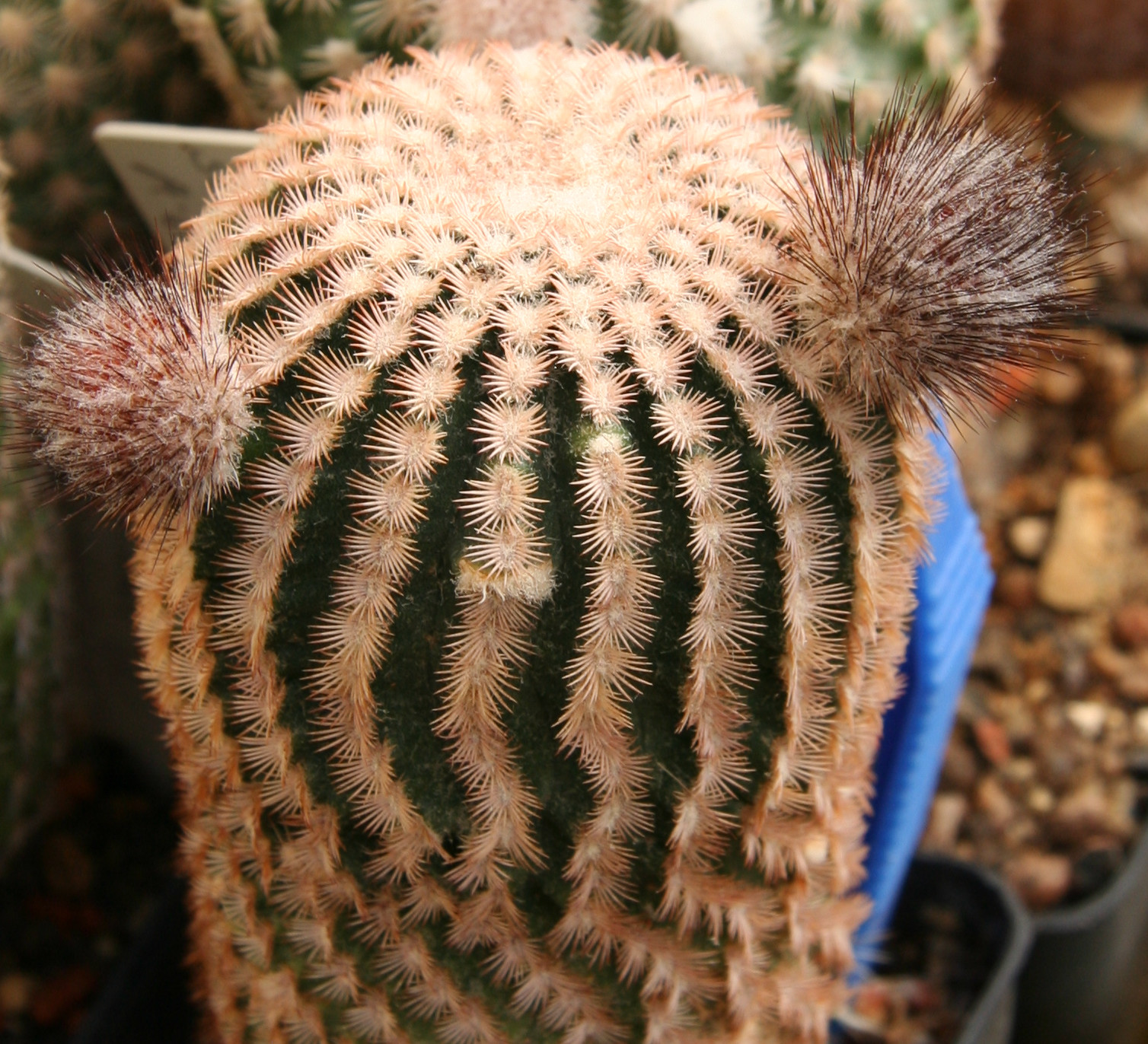